# Alpstormhatt

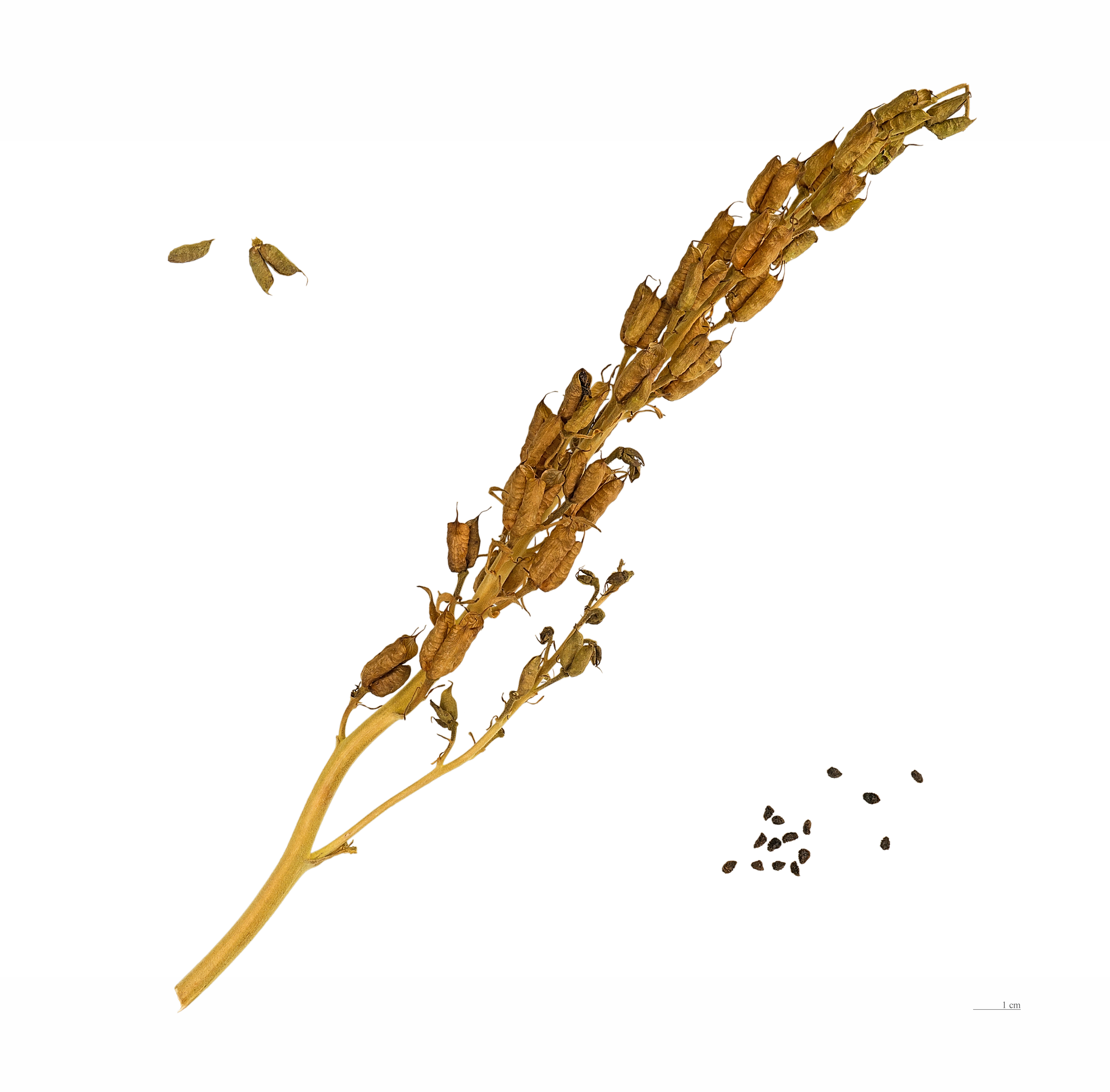
Aconitum lycoctonum subsp. vulparia

Alpstormhatt (Aconitum lycoctonum) är en art i familjen ranunkelväxter. Det är en relativt högrest ört med blekgula blommor som sitter i klasar.
Nordisk stormhatt (A. lycoctonum ssp. septentrionale) som förekommer vild i de svenska fjällen och Norrlands inland betraktas som en underart av alpstormhatten.
Under Medeltiden användes växten som en drog. Liksom andra släktmedlemmar är alpstormhatt mycket giftig.
Alpstormhatt förekommer i nästan hela Europa. Den saknas i Island, på Medelhavsöar och på de Brittiska öarna. Arten växer i låglandet och i bergstrakter upp till 3100 meter över havet. Den hittas ofta på fuktig mark i skogar, på ängar eller bland andra örter.
För beståndet är inga hot kända och hela populationen anses vara stabil. IUCN listar arten som livskraftig (LC).